# Triumfetta annua
Triumfetta annua är en malvaväxtart som beskrevs av Carl von Linné. Triumfetta annua ingår i släktet triumfettor, och familjen malvaväxter. Utöver nominatformen finns också underarten T. a. piligera.